# У самого Чорного моря
У самого Чорного моря — радянський художній телефільм 1975 року, знятий кіностудією «Мосфільм».

## Сюжет
Молодий москвич проводить свою відпустку в маленькому абхазькому селищі. Радощі й прикрощі, будні і свята жителів села вторгаються в його життя, і він стає їх активним учасником.

## У ролях
- Микола Гринько — Гліб Миколайович Чехарін
- Лія Ахеджакова — Віола Смир, секретар сільради, захоплена поезією
- Нодар Піранішвілі — Матуа, директор рибного колгоспу
- Валентина Теличкіна — Світлана
- Гіві Берікашвілі — Шукур, бармен, пристрасний хокейний уболівальник
- Марина Полбенцева — Ліда, музикант
- Олександр Кузнецов — Глущенко
- Баадур Цуладзе — Леварса
- Азіз Агрба — Гамбетта, рив колодязі в пошуках мінеральної води
- Валентина Телегіна — тітка Настя
- Гія Перадзе — Аполлон
- Дмитро Кортава — гість
- Михайло Херхеулідзе — тамада
- Анна Аргун-Канашок — дружина Леварси
- Разанбей Агрба — Самсон Таріелович, голова
- Ірина Когоніа — гостя
- Мінадора Зухба — глядачка, гостя
- Шарах Пачаліа — Філіп II, король Іспанії в спектаклі «Дон Карлос»
- Олег Лагвілава — «Біла кепка»
- Анзор Мукба — Дон Карлос в спектаклі «Дон Карлос»
- Наталія Крачковська — гостя
- Расмі Джабраїлов — Діонісій, рибалка
- Михайло Кове — гість
- Шалва Гіцба — Родріго, маркіз ді Поза в спектаклі «Дон Карлос»
- Еммануїл Левін — бармен
- Юрій Решетников — епізод
- Софія Агумава — акторка в спектаклі «Дон Карлос»
- Чінчор Дженіа — священик в спектаклі «Дон Карлос»
- В'ячеслав Аблотіа — актор в спектаклі «Дон Карлос»
- Артур Міносян — Сократ
- Георгій Цамліді — Гамлет
- Олексій Буюклян — епізод
- Артур Мовсесян — епізод
- Беслан Таркіл — епізод

## Знімальна група
- Режисери — Олександр Кузнецов, Оскар Никич
- Сценарист — Георгій Гуліа
- Оператор — Володимир Бондарєв
- Композитор — Сергій Томін
- Художник — Василь Щербак